# Превар, Александр Петрович
Александр Петрович Превар (род. 28 июня 1990, Винница) — украинский шоссейный велогонщик, выступающий на профессиональном уровне с 2010 года. Дважды бронзовый призёр чемпионатов Украины в гонках с раздельным стартом, победитель «Гран-при Одессы» и Race Horizon Park, участник мировых и европейских первенств в составе украинской национальной сборной, многодневных гонок высшей категории «Тур озера Цинхай», «Тур Хайнаня» и др.

## Биография
Александр Превар родился 28 июня 1990 года в городе Винница Украинской ССР.
Дебютировал на профессиональном уровне в 2010 году в составе киевской континентальной команды Kolss Cycling Team. В дебютном сезоне отметился выступлениями в таких гонках как «Гран-при Адыгеи», «Кубок мэра», «Гран-при Москвы», «Пять колец Москвы», «Тур Румынии», полностью проехал многодневную гонку высшей категории «Тур озера Цинхай».
В 2011 году одержал победу на первом этапе «Недели велоспорта в Одессе», выиграл второй этап гонки «Ялтинская весна», занял четвёртое место в генеральной классификации «Тура Секейского края», стал девятым на «Гран-при Адыгеи». Побывал на шоссейных чемпионатах Европы и мира.
В 2012 году победил на одном из этапов «Велотура Сибиу» (командная гонка с раздельным стартом), принял участие в многодневке высшей категории «Тур Хайнаня», стал пятнадцатым на Кубке наций в Италии.
На шоссейном чемпионате Украины 2016 года завоевал бронзовую медаль, уступив в индивидуальной гонке с раздельным стартом только Андрею Василюку и Андрею Хрипте. Попав в основной состав украинской национальной сборной, выступил на чемпионате Европы в Плюмелеке, где занял в групповой гонке 67 место. Также отметился победой на «Гран-при Одессы», принял участие в «Туре озера Цинхай» и «Туре Хайнаня».
В 2017 году вновь стал бронзовым призёром украинского национального первенства в индивидуальной разделке, пропустив вперёд Александра Поливоду и Андрея Василюка. Выиграл гонку Race Horizon Park в Киеве, помимо «Тура озера Цинхай» и «Тура Хайнаня» на сей раз проехал ещё несколько крупных гонок в Китае, в частности «Тур озера Тайху» и «Тур Фучжоу».
Когда Kolss прекратил своё существование, в 2018 году Александр Превар стал членом румынской континентальной команды Team Novak.